# Жавинац Мали
Жавинац Мали је ненасељено острво у хрватском делу Јадранског мора.
Налази се у акваторији општине Пакоштане југоисточно од несеља Пакоштане, од гојег је удаљено 1,8 км. Површина острва износи 0,012 км². Дужина обалске линије је 0,39 км..